# Nitro+CHiRAL
Nitro+CHiRAL是株式会社Nitro+於2004年成立的BL遊戲品牌。代表作是《咎狗之血》。主劇本家為淵井鏑，原畫家為、及（於2006年退社，於2009年退社）。

## 作品列表
- 2005年2月25日 - 咎狗之血
- 2006年10月27日 - Lamento -BEYOND THE VOID-
- 2008年1月25日 -
- 2008年5月29日 - 咎狗之血 True Blood
- 2008年12月19日 - sweet pool
- 2010年6月7日 - （CHiRAL MOBiLE配信）
- 2010年12月23日 - 咎狗之血 True Blood Portable
- 2012年3月23日 - DRAMAtical Murder
- 2013年4月26日 - DRAMAtical Murder re:connect
- 2014年10月30日 - DRAMAtical Murder re:code
- 2021年2月25日 - Slow Damage

## 工作人員
- 製作人：
- 總指揮＆監督：虚淵玄
- 劇本：淵井鏑
- 圖像：
- 程式腳本：千代子黎人
- SD角色原畫：
- 廣報：

## 前工作人員
- 原畫：
- 原畫：

## 關連項目
- 伊藤香奈子

## 外部連結
- （日語）Nitro+CHiRAL（页面存档备份，存于）
- （日語）Nitro+